# Nowa Pustelnia Korzenna
Nowa Pustelnia Korzenna (ros. Новая Коренная пустынь) – prawosławny skit w Mahopac, w stanie Nowy Jork, należący do Rosyjskiego Kościoła Prawosławnego poza granicami Rosji.
Twórcą skitu był biskup troicki Serafin (Iwanow), który założył go w 1948, zaś od 1951 do 1958 był jego przełożonym. Budynek w Mahopac został przekazany Rosyjskiemu Kościołowi Prawosławnemu poza granicami Rosji przez księcia Siergieja Biełosielskiego-Biełozierskiego z przeznaczeniem na rezydencję zwierzchnika Kościoła. Metropolita Anastazy (Gribanowski) uznał jednak obiekt za zbyt oddalony od wiernych, którzy w większości zamieszkiwali Nowy Jork. Ostatecznie budynek został letnią rezydencją Pierwszego Hierarchy Kościoła, w której na stałe zamieszkała grupa mnichów. Obiektowi nadano nazwę Nowej Pustelni Korzennej nawiązując do zamkniętego przez władze radzieckiego monasteru w Kursku – Pustelni Korzennej. W skicie miało miejsce kilka soborów biskupów Kościoła.
Według danych z oficjalnej strony Kościoła Zagranicznego, w chwili obecnej w skicie nie zamieszkują mnisi, działa jedynie fabryka świec na potrzeby Kościoła, jest on jednak traktowany jako czynny monaster. Klasztorna cerkiew Narodzenia Matki Bożej działa jako parafialna.